# Cartelă perforată

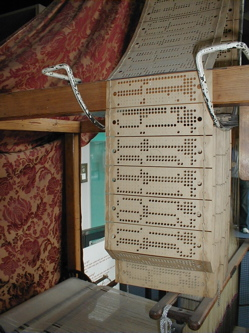
Cartelă perforată folosită de războiul de țesut al lui Joseph Marie Jacquard

Cartela perforată este o bucată de hârtie rigidă care conține informații digitale reprezentate de prezența sau absența unor găuri în poziții predefinite.

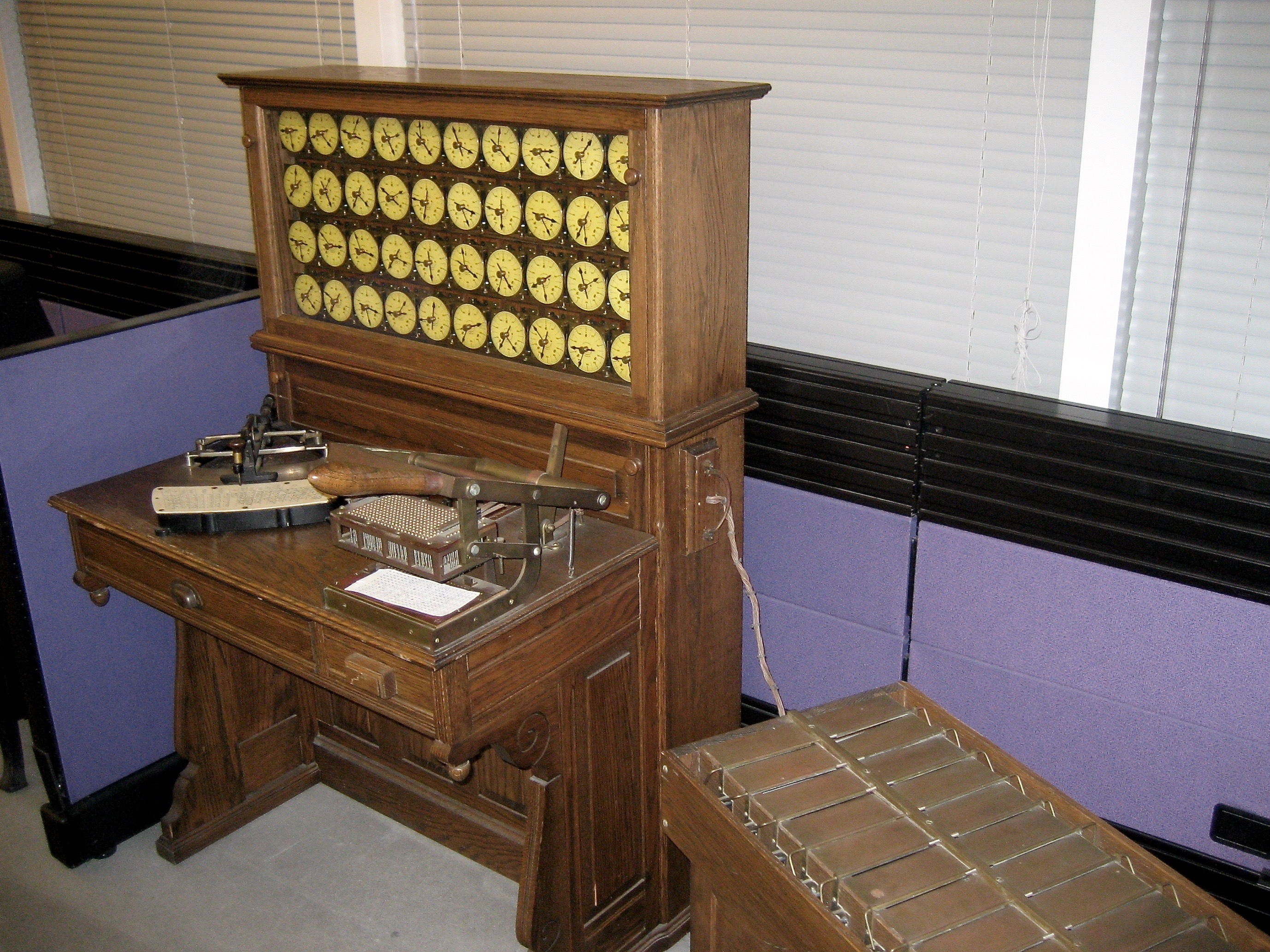
Dispozitivul lui Herman Hollerith

Cartelele perforate au fost folosite pentru prima oară în jurul anului 1725 de Basile Bouchon și Jean-Baptiste Falcon sub forma unei role de hârtie perforată utilizată la controlul războaielor de țesut din Franța. Această tehnică a fost mult îmbunătățită de Joseph Marie Jacquard în 1801. Cu ajutorul cartelelor perforate funcționa războiul de țesut al lui Joseph Marie Jacquard în 1801, unde o gaură în cartelă reprezenta binarul unu, iar absența găurii reprezenta binarul zero. Războiul lui Jacquard era departe de a fi un computer, dar a demonstrat că mașinile pot funcționa pe baza sistemelor binare.
Dezvoltând o idee anterioară a lui Jacques de Vaucanson, Jacquard își dotează războiul de țesut cu un ingenios mecanism care selecta diferențiat firele de urzeală după un "program" înscris pe plăcuțe perforate.
Herman Hollerith a inventat în 1886 un dispozitiv folosit la recensământul populației din Statele Unite din 1890, dispozitiv care funcționa cu cartele perforate.